# Arnac-sur-Dourdou
Arnac-sur-Dourdou – miejscowość i gmina we Francji, w regionie Oksytania, w departamencie Aveyron. W 2013 roku jej populacja wynosiła 37 mieszkańców. Gmina położona jest na terenie Parku Regionalnego Grands Causses. 